# テルプシコレ (小惑星)
テルプシコレ (81 Terpsichore) は小惑星帯の小惑星。マルセイユ天文台でエルンスト・テンペルが発見した。
名前は、ギリシア神話に登場する文芸の女神ムーサたちの1人、テルプシコラのラテン名「テルプシコレ」から命名された。